# Inbakad fläta

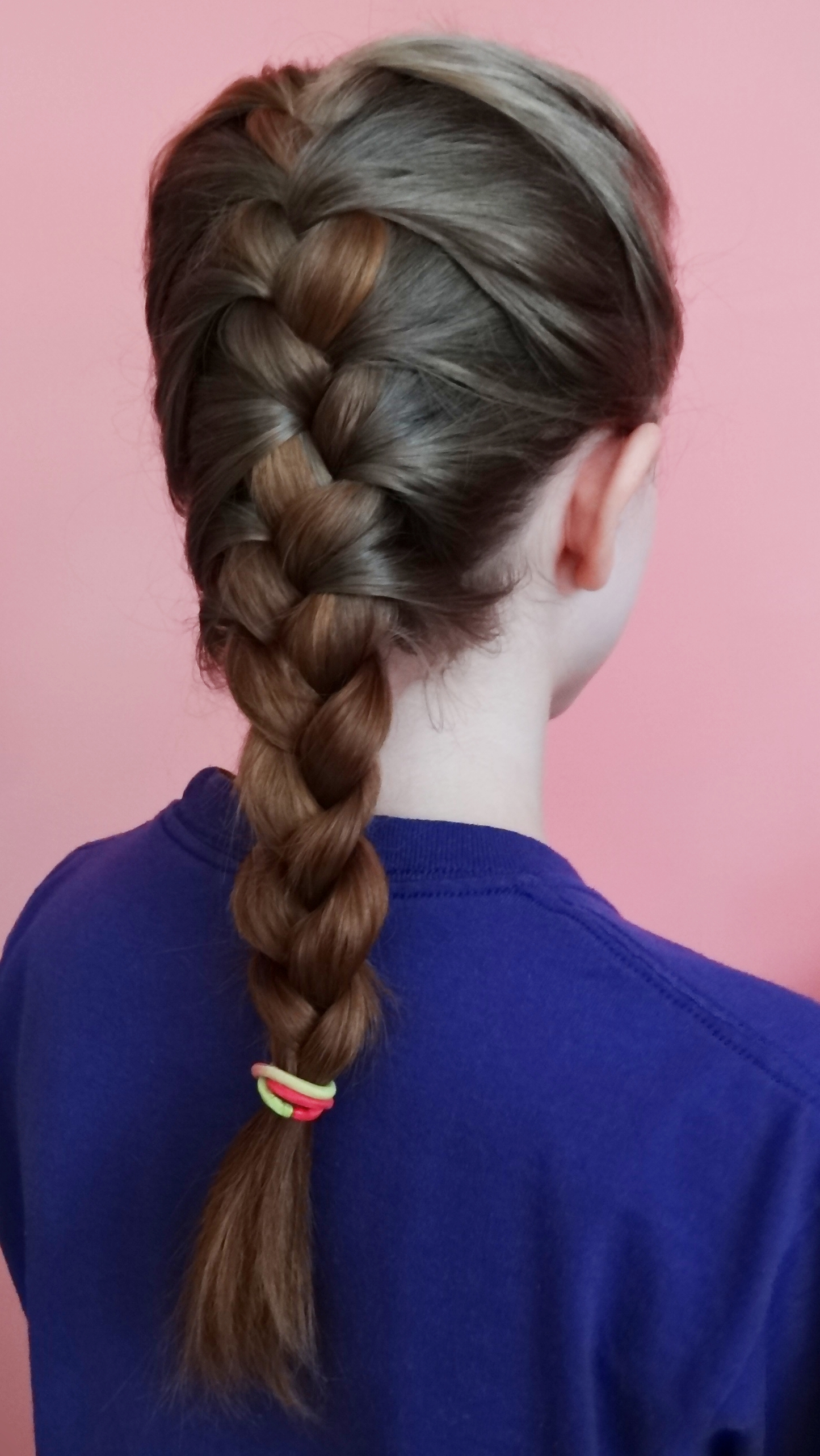
Inbakad fläta

Inbakad fläta är en hårfrisyr som är variant av en vanlig hårfläta, där ytterligare små hårslingor successivt arbetas in i flätan. Den byggs därmed på och ligger intill huvudet hela vägen. 
Den inbakade flätan börjar högre upp på huvudet än den vanliga flätan och ofta redan vid luggen. Mot slutet avslutas med en helt vanligt fläta så långt ner det går. Det är också möjligt att börja vid sidan av huvudet och arbeta sig mot bakhuvudet genom att successivt samla ihop hårslingor.